# Stara Bawaria

Mapa - położenie Starej Bawarii

Stara Bawaria (niem. Altbayern lub Altbaiern) – region historyczno-etnograficzny w Bawarii obejmujący w przybliżeniu rejencje Górnej Bawarii, Dolnej Bawarii i Górnego Palatynatu. Jest jedną z trzech tradycyjnych części obecnego kraju związkowego Bawaria, obok Szwabii i Frankonii. Cechą definiującą ten obszar są dialekty bawarskie języka niemieckiego, których zasięg w przybliżeniu odpowiada Elektoratowi Bawarii i kilku pomniejszym terytoriom kościelnym i świeckim istniejącym przed mediacją napoleońską z początku XIX wieku. W celu odróżnienia nowo przyłączonych terytoriów ukuto określenie „Stara Bawaria”.

## Nazwa
Nazwa Bawarii wywodzi się od plemienia Bawarów, które na tych ziemiach założyło w VI wieku księstwo plemienne. W latach 1805–16 do księstwa (będącego od 1623 r. elektoratem) przyłączono rozległe obszary Frankonii i Górnej Szwabii. Dodatkowo w 1806 r. państwo przyjęło status królestwa. Utworzone wówczas granice przetrwały z nieznacznymi modyfikacjami do dziś. Tereny dawnego elektoratu różnią się znacząco historią, dialektami, czy kulturą ludową od Frankonii i Szwabii, stąd by odróżnić państwo w nowych granicach od regionu historyczno-etnograficznego zaczęto używać określenia „Stara Bawaria”. W piśmie używa się często nazwy Bawarii w starej ortografii, obowiązującej do 1825 r.: Baiern zamiast dzisiejszego Bayern. Stąd można spotkać dwie formy zapisu: Altbayern lub Altbaiern.

## Geografia
Granice regionu nie są precyzyjnie określone. Zazwyczaj przyjmuje się, że to są trzy rejencje bawarskie  Górna Bawaria, Dolna Bawaria i Górny Palatynat z dodatkiem powiatów Aichach-Friedberg w rejencji Szwabia i Wunsiedel w rejencji Górna Frankonia, a z wyłączeniem miasteczek Neustadt am Kulm i Pyrbaum w rejencji Górny Palatynat, gdzie używa się dialektów wschodniofrankońskich. Jednakże historyczne zmiany granic i dialekty przejściowe powodują, że ustalenie dokładnie określonej granicy między Starą Bawarią a sąsiednimi regionami jest niemożliwe.
Stara Bawaria leży niemal w całości w dorzeczu Dunaju. Na jej południowym skraju znajdują się pasma Alp Wschodnich. Większość środkowej i południowej części regionu obejmują tereny Wyżyny Bawarskiej, natomiast na północy dominują krajobrazy wyżynno-górskie Średniogórza: Lasu Bawarsko-Górnopalatynackiego, Wyżyny Frankońskiej i Wzgórz Górnopalatynackich. Stanowiące część Masywu Czeskiego pasma Szumawy i Lasu Czeskiego stanowią naturalną granicę z Czechami, zaś Wyżyna Frankońska oddziela Starą Bawarię od Frankonii. Naturalną granicę ze Szwabią stanowi dolina rzeki Lech, natomiast wschodnią granicę z Austrią stanowią od początku XIX wieku rzeki Salzach i Inn.
Największym miastem regionu jest Monachium mające blisko 1,5 mln mieszkańców. Sto tysięcy przekraczają też Ratyzbona i Ingolstadt. Innymi historycznie znaczącymi miastami są Landshut, Straubing, Pasawa, Amberg, Fryzynga.
W południowej części regionu znajdują się liczne jeziora polodowcowe, z których największe to Chiemsee, Ammersee i Starnberger See.
W granicach Starej Bawarii znajdują się dwa parki narodowe (Lasu Bawarskiego i Berchtesgadeński).

## Tożsamość
Region historycznie jest związany z dziejami Księstwa Bawarii, istniejącego pod różnymi postaciami od VI do początku XIX wieku, oraz kilku powiązanych terytoriów kościelnych i świeckich z wolnym miastem Ratyzboną i księstwami biskupimi na czele.
Kulturowo i językowo Starej Bawarii jest bliżej do sąsiednich regionów Tyrolu i Salzburga leżących dziś w Austrii, niż przyłączonych później roku terytoriach Frankonii i Górnej Szwabii. Starą Bawarię wyróżniają także silne w skali Niemiec wpływy katolicyzmu.